# 冒険どきの私達伝説
『冒険どきの私達伝説』（ぼうけんどきのわたしたちでんせつ）は花見沢Q太郎の漫画作品である。「週刊ヤングジャンプ」増刊ウルトラジャンプ」（集英社）1997年5月10日号から1998年6月25日号に掲載。単行本全1巻（集英社）。
単行本あとがきによると作者が大学時代書いた原作に基づいたもの。当時の題は『山田れたす物語』であった。本編の主人公はおさげの三つ編だが、当時の設定ではショートカットだった。
『HoneyBlue』の第4話最終頁で、テーマソング（架空）がカラオケボックスで歌われている。

## 概要
コンピュータRPG（ロールプレイングゲーム）の世界のように、主人公がチームを組んで目的地を目指し、そこへ次から次へと敵が現れ、敵が次第に強くなっていくという形式をとる。

## あらすじ
平凡な女子中学生（14歳）「れたす（注：人名）」の部屋へ、突然爆発とともにイパ王国からの使者ジュリアと名乗る大男が現れた。「異次元の世界にあるイパ王国は隣国バッドデモンズキングダムと交戦状態にあり、王を人質に取られたイパは苦境に立たされていて、予言者によるとれたすの助けが必要だ」というジュリアの願いに対し、れたすが「暇だから」とそれを引き受けると、2人は魔法ですぐにイパへ飛んだ。イパの女性ルフィーナより、神の炎の封印を解くことが任務だと知らされたれたすは、封印を探す旅に出てまもなく、「封印コンパス」によって、敵地内のニドロ島に封印があるとわかり、海を渡る。その間にも、敵は次々と美少女型アンドロイド「オーガ」、光化学毒“長谷川”II、清HAL博士、高性能爆弾毒“長谷川”IVらの刺客を送ってくるが、オーガと清HALはれたすの仲間となり、長谷川シリーズは破壊された。ついにキングダム一の使い魔使いTMレゾリューションが現れ、れたす達は大爆発とともに全滅させられてしまった。
しかし、れたす達は死んでいなかった。地底王国の女王「深夜（人名）」に助けられ、地底王国で再起を計る。オーガの部品から清HALは新しい武器を作り出し、地上に戻るとTMレゾリューションと鉢合わせし、今度は新兵器で倒す。ニドロ島のコンパスが示す場所に到着するも、そこには別の地図があり、数度たらい回しにされたあげく、いよいよ封印にたどりつくとバッドデモンズキングダムの暗黒王ハイドとその腹心ピエールが現れる。ピエールは何とか倒したもののハイドは桁外れに強く、助けにきた深夜らが合流しても全く歯が立たなかった。最後の手段とジュリアはれたすに封印を解かせると、膨大なエネルギー量の何かが発射され、空に穴が開き、地面を吸い込みはじめ、ハイド、じゅりあ、れたすも吸い込まれると、その空の彼方には日本列島が見えた。
気がつくと日本とイパのあった世界は融合してしまい、あちらの世界の人々は日本社会の中で平和に生活をするようになっており（前の世界の記憶はある程度残っているらしいが、超能力は無くなった）、日本自体も変わってしまっていた。れたすは髪を切り、自分も少し変わろうと思って見上げる空には、奇怪な生物が飛んでいる。そんな日本。

## 主要登場人物
れたす（大学時代の原作では「山田れたす」）
14歳。ドジでおちゃめ。髪はお下げの三つ編。バストは年齢相応に極めてささやか。普通の女子中学生だったが1学期の終業式の午後、突然爆発とともに現れたイパの国からの使者ジュリアに伴われ、予言に従ってイパの国を救うべく、神の炎の封印を解くため旅に出かける。ジュリアと2人の旅のはずだったが、その人格を慕ってか、敵の刺客が次々と仲間になってしまう。本当は心が優しく、頭が良く、のんきでおおらか。自分を必要としている人がいるという、日本では感じることが出来なかった経験に彼女はやる気を見せ始める。
イパと日本の融合後は中学生に戻る。髪を切り、ショートカットにする。
ジュリア
れたすを日本からイパの国へつれてきた大男。筋骨隆々としており、格闘能力は抜群で体力・生命力も怪物並み。はげ頭の周囲を垂直に立てた髪（実はカツラ）で隠している。実は彼の頭頂部に封印があった。
イパと日本の融合後は学校の先生。れたすの担任。
ルフィーナ
イパ王国国王のはとこ。王や家臣の信頼も厚く、美人で優しく気立てもいい。女神のような人。れたすに依頼内容を説明し、彼女等を送り出した。
オーガ
戦闘用美少女型アンドロイド。敵のバッドデモンズキングダムからの第一の刺客。敵の科学者清HAL博士に作られた。彼の病死した母の写真をモデルに、清HAL自身と同年齢（11歳）に作ったため少女形態になった。見かけはセーラー服を着た華奢な少女だが、空を飛び、手から刃物やミサイルを出し、胸からは超強力の光子力線電気レーザー砲（山をも吹き飛ばす）を発砲する。何度も破壊されるが、何度でも修理され復活する。
イパと日本の融合後は女子中学生。れたすのクラスに転校してくる。
清HAL（きよはる）
11歳の超天才少年。バッドデモンズキングダムの科学者。博士と呼ばれている。バッドデモンズキングダムで数々の兵器を開発しており、オーガ、光化学毒“長谷川”II、高性能爆弾毒“長谷川”IV、ピエールのマントなど全て彼が発明した。彼が発明した兵器がことごとく歯が立たないので彼自身が現場へ赴くと、彼の最高傑作であるオーガが敵と仲良くしている姿を見て愕然とする。おまけにれたすに見つかり親切に体を洗ってもらい困惑してしまう。オーガへの愛情のため敵になりきれず、バッドデモンズキングダムを裏切り、れたす達の仲間になる。
イパと日本の融合後は男子中学生。れたすと同級生。
深夜（しんや）
地底国家（北暗影【きたあんえい】民主主義人民帝国）の女王。TMレゾリューションにやられたれたす達を助けた。ハイド達との最終決戦にも駆けつけた。
イパと日本の融合後はアイドル。
暗（あん）
人語を話す犬。深夜女王の腹心の部下。
イパと日本の融合後は深夜のマネージャー。
ハイド
バッドデモンズキングダム暗黒王。相手の能力を吸収する不思議な力を持っており、れたすらを圧倒した。封印が解かれた時、虚空に吸い込まれてしまった。
イパと日本の融合後はれたすの中学校のサッカー部員。
ピエール
ハイドの腹心の呪者。頭から光線を出す。清HALが発明したマントで全ての物理的攻撃をはね返す。
イパと日本の融合後はれたすの中学校のサッカー部員。
TMレゾリューション
バッドデモンズキングダムの使い魔使い。黒いビキニ状の下着の上に大きなTシャツを着た少女。髪は左右に大きく束ね、野球帽を前後逆にかぶっている。言葉の語尾の2音が逆になるのが特徴（例：行くわよ ⇒ 行くよわ）。数枚のトランプ状のカードに使い魔を潜ませ、自在に召喚できる。強力な使い魔を持ち、れたす達を一瞬で倒す。復活したれたすにカードを黒コゲにされ、やられてしまう。本体は虫のような物。
イパと日本の融合後はれたすの中学校の生徒会長であり陸上部員。
光化学毒“長谷川”II
清HALの発明した兵器。空から突然降ってきてオーガを破壊してしまう。口から毒ガスや爆弾を発射する。顔が弱点。やられても次々別形態で蘇る。
高性能爆弾毒“長谷川”IV
清HALの発明した自走式小型爆弾兵器。「自動逃げ回り機能」を持ち、オーガの体内に侵入したが、オーガを分解した清HALによって発見され、破壊された。

## 単行本
- 冒険どきの私達伝説 1998年08月発売 ISBN 4088756924